# Lavaufranche
Lavaufranche település Franciaországban, Creuse megyében. Lakosainak száma 241 fő (2022. január 1.). Lavaufranche Bord-Saint-Georges, Leyrat, Soumans, Saint-Silvain-Bas-le-Roc és Toulx-Sainte-Croix községekkel határos.

## Népesség
A település népességének változása:
| Lakosok száma | 445  | 304  | 231  | 236  | 248  | 249  | 245  | 239  | 239  | 241  |
|               | 1968 | 1982 | 1990 | 2006 | 2013 | 2015 | 2017 | 2019 | 2020 | 2022 |